# 야네스 호른
야네스 호른(독일어: Jannes Horn, 1997년 2월 6일 ~ )은 독일의 축구 선수이다. 현재 VfL 보훔에서 활약하고 있다.
티모 휘버스가 코로나바이러스감염증-19에 감염된 후 하노버 96 선수가 검사를 받았으나 호른만 확진 판정을 받았다. 구단에 따르면 휘버스와 관계 없는 사례라고 한다.